# فهد دابس
فهد دابس، من مواليد 20 مارس 1978، لاعب كرة قدم كويتي سابق.
و قد بدأ مسيرته الكروية مع نادي التضامن الكويتي، وفي أغسطس 2005 انتقل إلى نادي العربي الكويتي، وفي يوليو 2007 أعير مرة أخرى إلى نادي التضامن الكويتي.